# Diplopterygium angustilobum
Diplopterygium angustilobum är en ormbunkeart som först beskrevs av Holtt., och fick sitt nu gällande namn av Barbara S. Parris. Diplopterygium angustilobum ingår i släktet Diplopterygium och familjen Gleicheniaceae. Inga underarter finns listade.